# Charango (album)
Charango – czwarty album studyjny brytyjskiej grupy triphopowej Morcheeba wydany 2 lipca 2002.

## Lista utworów
1. „Slow Down” – 4:12
2. „Otherwise” – 3:43
3. „Aqualung” – 3:24
4. „São Paulo” – 4:32
5. „Charango” (feat. Pace Won) – 4:03
6. „What New York Couples Fight About” (feat. Kurt Wagner) – 6:16
7. „Undress Me Now” – 3:25
8. „Way Beyond” – 3:34
9. „Women Lose Weight” (feat. Slick Rick) – 4:18
10. „Get Along” (feat. Pace Won) – 3:48
11. „Public Displays of Affection” – 3:09
12. „The Great London Traffic Warden Massacre” (feat. Miriam Stockley i Michael Dove) – 3:04